# Червенокоремен ширококлюн
Червенокоремният ширококлюн (Cymbirhynchus macrorhynchos) е вид птица от семейство Ширококлюнови (Eurylaimidae), единствен представител на род Cymbirhynchus.

## Разпространение
Видът е разпространен в Бруней, Камбоджа, Индонезия, Лаос, Малайзия, Мианмар, Сингапур, Тайланд и Виетнам.